# Presseclub (Verein)
Ein Presseclub ist in der Regel ein Verein, in dem Journalisten und Medienschaffende zusammenkommen. Das Ziel dieser Presseclubs und das  Aufnahmeverfahren  regelt meist  eine Satzung. Die Mehrzahl der Presseclubs sind eingetragene Vereine (e.V.) und verfolgen gemeinnützige Zwecke. Die Mitglieder können hauptberuflich tätige Journalisten sowie Mitarbeiter von Pressestellen sein. Voraussetzung ist eine beruflich enge Verbindung zu Presse, Rundfunk (Hörfunk und Fernsehen) oder Online-Redaktion.
Dem 1952 in Bonn gegründeten Deutschen Presseclub e.V. gehören vor allem die Hauptstadt-Korrespondenten großer Tageszeitungen beziehungsweise Rundfunk- und Fernsehanstalten an.
Daneben gibt es in Deutschland noch derzeit rund 33 lokale, regionale und lobbyistische Presseclubs, die meist in deutschen Großstädten ihren Sitz haben. 21 dieser Clubs haben sich zum regelmäßigen Austausch im Forum Deutscher Presseclubs zusammengeschlossen.
Regelmäßige Treffen der Mitglieder mit Gästen aus Wissenschaft, Wirtschaft und Politik dienen der Information und Kommunikation.
Der erste Presseclub wurde 1859 unter dem Namen Concordia in Wien gegründet.